# Desastre de West Loch
El desastre de West Loch fue un accidente marítimo ocurrido durante la Segunda Guerra Mundial en la base naval estadounidense de Pearl Harbor, en Hawái. El accidente, que ocurrió poco después de las 15.00 horas del domingo 21 de mayo de 1944, comenzó tras una explosión en una zona de preparación de buques de desembarco de tanques (LST) y otros buques de asalto anfibio en West Loch. Un incendio se propagó rápidamente entre los buques que se preparaban para la Operación Forager, la invasión de las Islas Marianas controladas por los japoneses. En las 24 horas siguientes se hundieron seis LST, murieron 163 marinos y 396 resultaron heridos.
Una Junta de Investigación Naval posterior nunca llegó a determinar la causa exacta del desastre, pero concluyó que la explosión inicial se produjo cuando una bala de mortero a bordo del USS LST-353 detonó durante una operación de descarga porque se cayó o estalló al inflamarse los vapores de gasolina. El accidente -junto con el desastre de Port Chicago dos meses después- provocó importantes cambios en las prácticas de manipulación de armas en la Marina de los Estados Unidos.
Los restos del LST se retiraron rápidamente en una operación de salvamento y se arrojaron al mar a 4,8 km al sur de Hawái. En West Loch sólo quedó el casco del LST-480 parcialmente varado. Se impuso un bloqueo de prensa y se ordenó al personal naval que no hablara del incidente. El desastre fue clasificado hasta 1960, por lo que no es muy conocido.
Se ha especulado mucho sobre la posibilidad de que durante las tareas de salvamento y retirada de los restos del West Loch, la Marina estadounidense haya encontrado los restos de un submarino enano japonés, posiblemente el quinto submarino enano japonés utilizado en el ataque de diciembre de 1941.

## Explosión

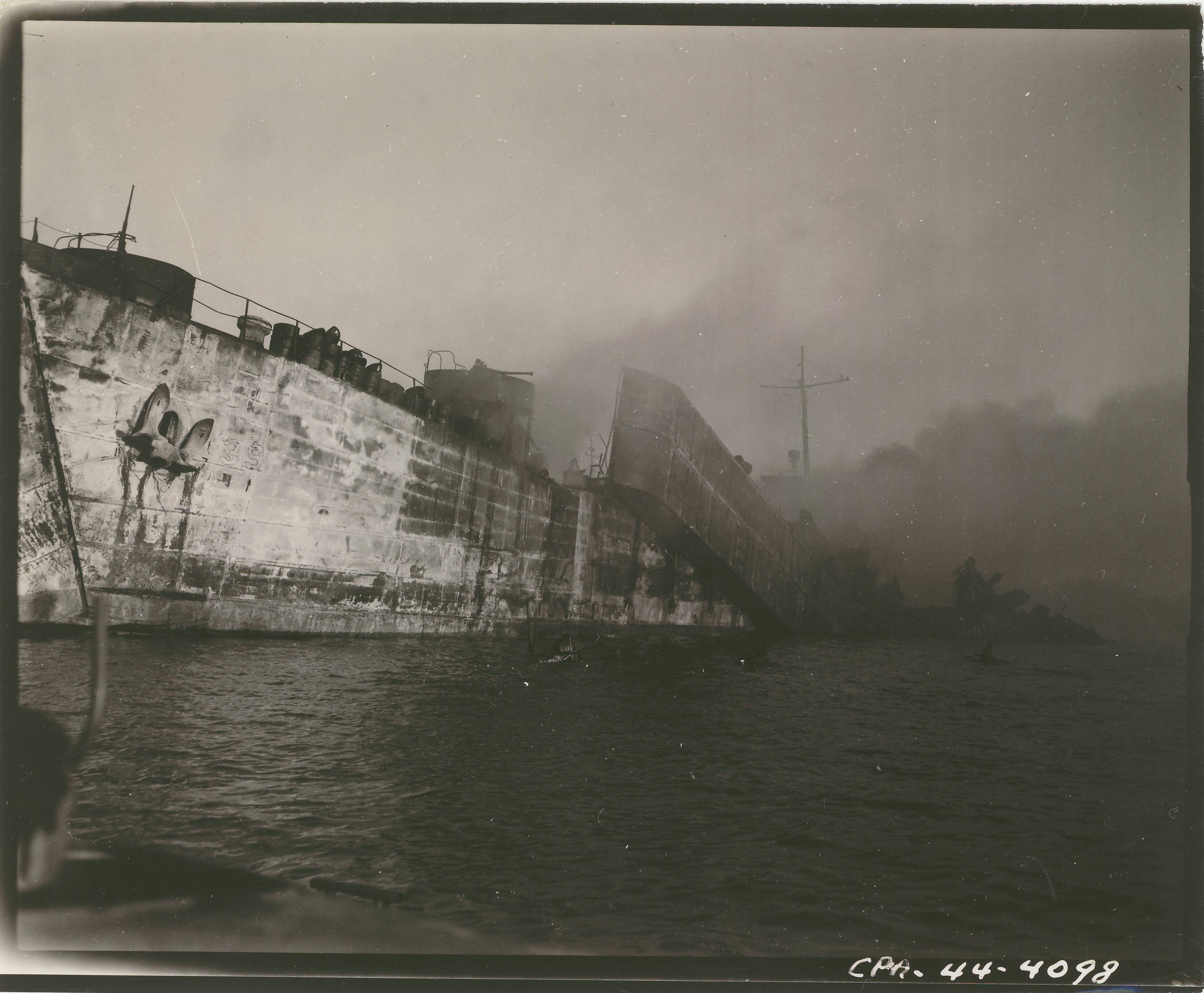
El casco quemado del USS LST-39 el 21 de mayo de 1944.

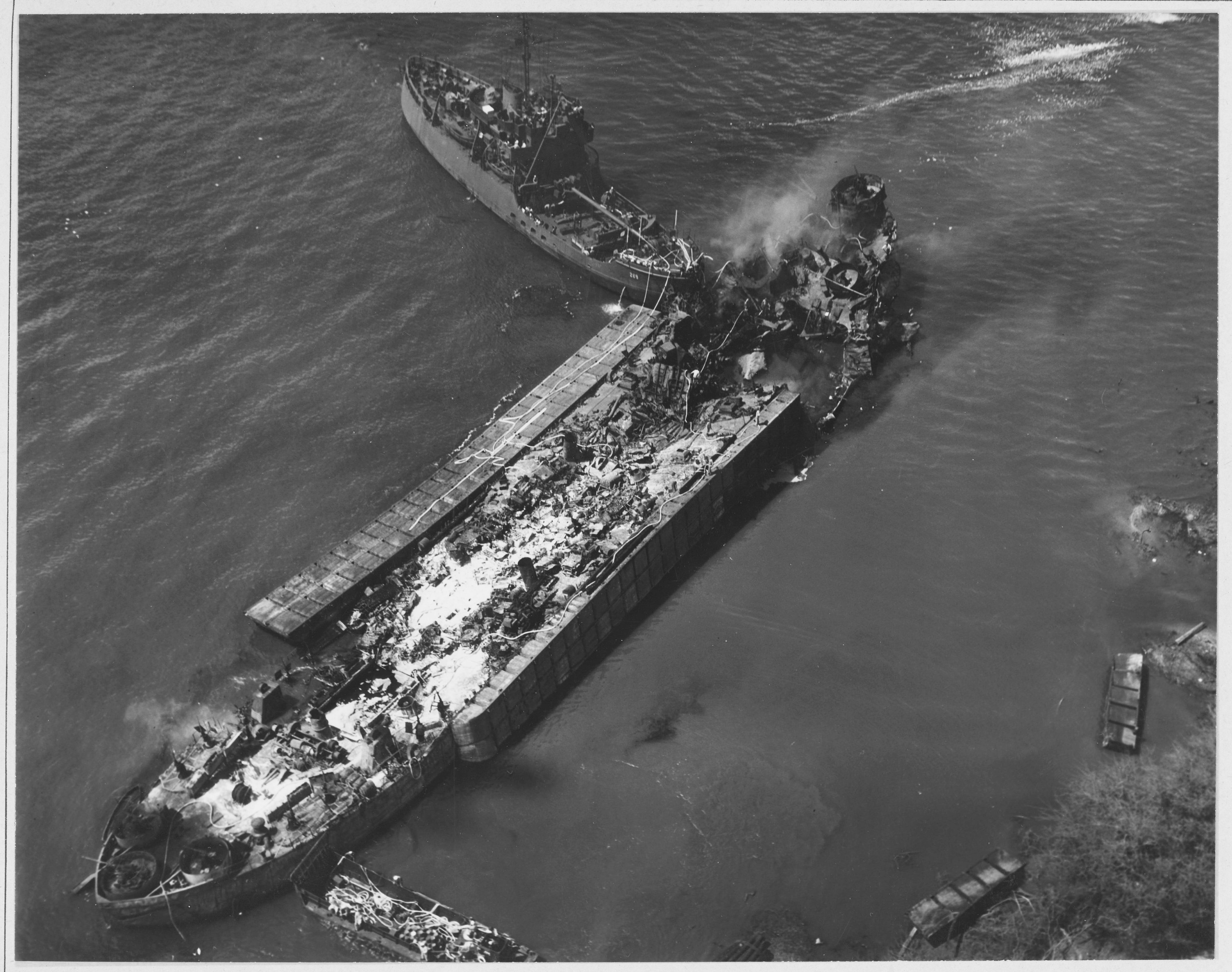
El USS LST-480 el 22 de mayo de 1944.

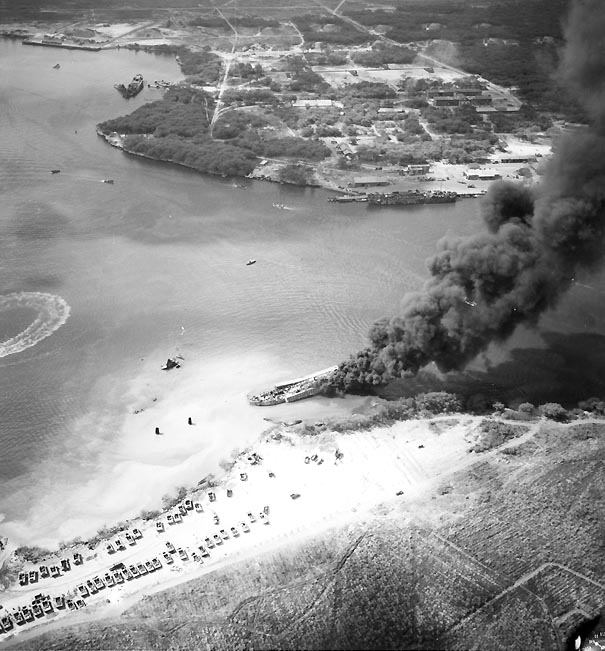
El USS LST-480 arde nuevamente el 23 de mayo de 1944. El USS LST-353 hundido donde se originó el desastre se encuentra frente a su proa de estribor.

A las 15:08, el USS LST-353, amarrado en la Tara 8, explotó, enviando una gran bola de fuego al cielo. El ruido se oyó a millas de distancia en el Cuartel General de Pearl Harbor. Una y Sandy Walker estaban con el almirante Chester W. Nimitz en sus aposentos cuando oyeron las explosiones. Debido a la "tragedia del L.S.T.", escribió Una, cancelaron un viaje planeado después de la cena alrededor de Pearl Harbor a bordo de la barcaza azul oscuro del almirante Nimitz. En su lugar, "descansaron con [una] cena privada con Adm. & Doc & Hal" en Makalapa. Mientras cenaban, los LST seguían explotando y ardiendo hasta la línea de flotación. Nimitz recibió información actualizada sobre los esfuerzos para contener el desastre en el puerto.
Siguieron más explosiones de intensidad creciente, desatando temores de un ataque japonés o incluso un terremoto. El fuego y los escombros que caían sobre el combustible y las municiones almacenadas en las cubiertas de otros LST habían provocado una reacción explosiva en cadena. En pocos minutos, 200 hombres habían sido arrojados al agua. Once edificios de madera de la costa fueron destruidos y los vehículos volaron por los aires. En total, 20 edificios resultaron dañados.
Los esfuerzos iniciales de las tripulaciones para combatir los incendios se vieron obstaculizados por el calor, aunque algunos buques más alejados consiguieron reunir grupos de control de daños. Muchos de los LST unidos en la Tara 8 comenzaron a hundirse. Al cabo de una hora, el almirante Richmond K. Turner dirigía las labores de extinción desde una lancha.
Varios LST lograron ponerse a salvo por sus propios medios o con la ayuda de remolcadores. Sin embargo, otros fueron abandonados a la deriva, propagando incendios, antes de hundirse en el canal. Las fugas de petróleo encendidas en el agua también propagaron el fuego a las taras 7 y 9, a pesar de que habían resultado ilesas tras las primeras explosiones en la tara 8. Finalmente llegaron remolcadores y buques de salvamento con espuma procedentes de Pearl Harbor para luchar contra los incendios que se propagaban. Uno de ellos consiguió desviar un LST a la deriva de su rumbo de colisión con un buque de municiones atracado al otro lado del lago, en el depósito de municiones.
La última explosión se produjo a las 22:30, mientras que varios LST continuaron ardiendo durante 24 horas., en total, los remolcadores de puerto Osceola, Hoga y Geronimo, el remolcador de red Tamaha, el remolcador fletado Mikioi y los remolcadores más pequeños YTL-233, YTL-306, YTL-307, YTL-308, YTL-309 y YTL-339 resultaron dañados mientras participaban en las labores de control del incendio.

## Bajas
El balance oficial inicial fue de 27 muertos y 100 desaparecidos. La mayoría de las fuentes afirman que el número final de muertos fue de 163 hombres, con otros 396 heridos. Sin embargo, en 2005 la revista Sea Classics afirmó que el total de muertos fue de 392, de los cuales 163 eran marineros. Los otros 229 eran marines de las recién formadas 2.ª División de Marines y 4.ª División de Marines, mientras que los muertos del Ejército no se registraron en la confusión. El superviviente del ataque a Pearl Harbor e investigador histórico, Ray Emory, también cuestiona el número oficial de muertos; él cree que 132 hombres murieron en West Loch.

## Investigación

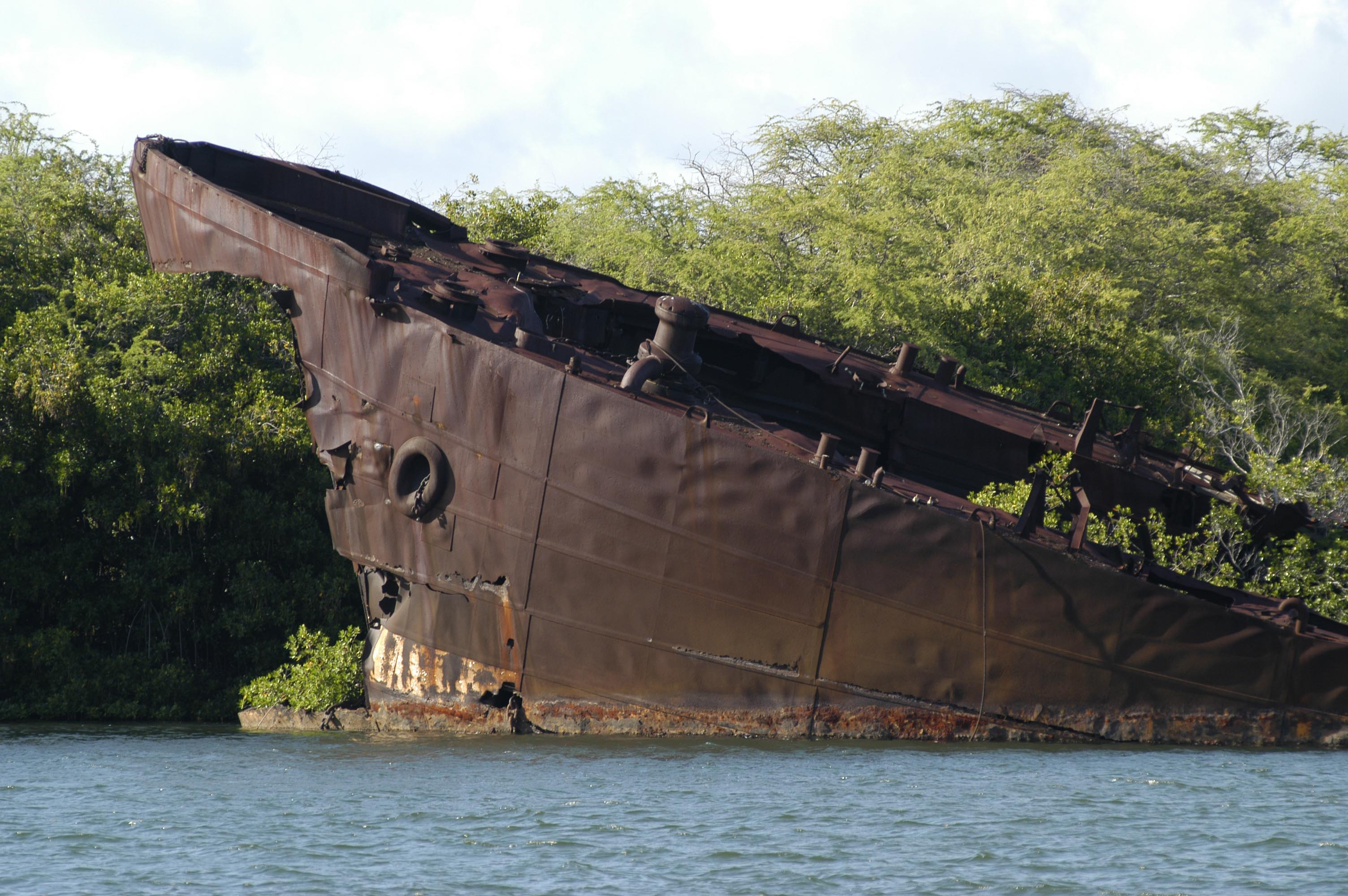
Los restos oxidándose del USS LST-480 en.

Al día siguiente se abrió en Pearl Harbor una Junta de Investigación Naval, bajo el mando del contralmirante John F. Shafroth Jr. Una primera teoría de que el incidente fue el resultado de un ataque de un submarino japonés fue descartada por inviable debido a la profundidad del West Loch y a la presencia de redes antisubmarinas.
El oficial ejecutivo del LST-353 declaró que inmediatamente antes de la explosión, los estibadores del Ejército estaban descargando munición de mortero de un buque de desembarco de tanques (LCT) en la cubierta de su buque. El procedimiento para retirar los proyectiles de mortero de 107 mm se estaba llevando a cabo porque el entrenamiento había demostrado que los morteros M2 no podían dispararse con precisión desde los LCT. Se informó a la investigación de que la unidad a la que se había dado la orden de descargar los proyectiles de mortero no había recibido entrenamiento para la tarea. Mientras tanto, había 80 bidones de combustible apilados a sólo 4,6 m (15 pies) del elevador que se estaba utilizando para descargar el LCT.
A raíz de un testimonio, la Junta de Investigación Naval llegó a la conclusión de que una bala de mortero explotó en el LST-353 provocando una reacción en cadena. Sin embargo, no pudo determinar la causa real de la detonación porque todos los que estaban cerca de la explosión murieron. Esta conclusión se mantuvo en revisiones posteriores. Se consideraron las dos explicaciones más plausibles:
1. la caída accidental de una bala de mortero que estaba siendo descargada del LCT sobre el LST-353.
2. la ignición de los vapores de gasolina de los bidones de combustible de alto octanaje almacenados en la cubierta del LST-353.[1][2] Siendo la fuente un cigarrillo (aunque prohibido) o la soldadura, que también se había estado produciendo ese día a bordo del LST-353.[4]

En la investigación también se señaló que la conducta de las tripulaciones inexpertas pudo haber agravado el desastre. El Capitán de Corbeta Joseph B. Hoyt, USNR, Comandante del Grupo 39 de LST, Flotilla 13, criticó a muchas de las tripulaciones de los LST por abandonar sus buques demasiado pronto, dejándolos hundirse o a la deriva, en lugar de luchar contra los incendios o intentar vararlos. Sin embargo, alabó los esfuerzos de la tripulación del LST-274, que sufrió graves daños pero se salvó. Varias tripulaciones y capitanes tuvieron que rendir cuentas por su inadecuada reacción ante la emergencia, aunque la gravedad de las condiciones se citó como factor atenuante.
Al final no se emitieron consejos de guerra ni cartas de amonestación a ninguno de los implicados. La práctica de cargar combustible y municiones a bordo de buques amarrados estrechamente se consideró necesaria dadas las condiciones de la guerra y la disposición de la base naval estadounidense de Pearl Harbor. El almirante Chester W. Nimitz criticó la recomendación de la Junta de evitar el anclaje en el futuro por considerarla poco práctica.